# Irkutszki járás

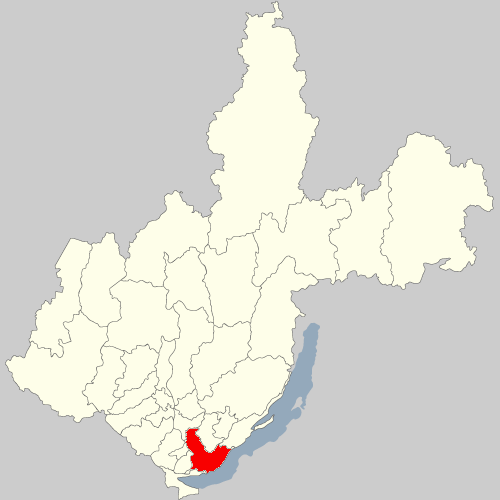
Az Irkutszki járás az Irkutszki területen

Az Irkutszki járás (oroszul Ирку́тский райо́н) Oroszország egyik járása az Irkutszki területen. Székhelye Irkutszk.

## Népesség
- 1989-ben 56 885 lakosa volt.
- 2002-ben 59 850 lakosa volt.
- 2010-ben 84 322 lakosa volt, melyből 77 029 orosz, 1409 burját, 855 ukrán, 481 tatár, 311 örmény, 232 tadzsik, 191 fehérorosz, 156 üzbég, 144 koreai, 129 tuva stb.